# Antoni Febrer i Cardona
Antoni Febrer i Cardona (* 22. November 1761 in Maó; † 16. Februar oder 19. Februar 1841 ebenda) war ein spanischer Katalanist.

## Leben und Werk
Febrer wuchs als Mitglied einer adligen Familie Menorcas auf. Er studierte Jura und wurde 1784 an der damaligen Universität Avignon in beiden Rechten promoviert. Er war Abgeordneter im Parlament der Balearen. Als dem Katalanischen verbundener Intellektueller (der auch übersetzte) schuf er im Alter ein sprachwissenschaftliches und literarisches Werk, das lange Manuskript blieb und erst in jüngster Zeit im Druck herausgegeben wurde.

## Werke
- Diccionari menorquí, espanyol, francès i llatí, hrsg. von Maria Paredes, Barcelona 2001
- Obres gramaticals 1, hrsg. von Jordi Ginebra, Barcelona 2004
- Versions teatrals, hrsg. von  Joan Mas i Vives und Maria Isabel Ripoll Perelló, Barcelona 2004
- Gloses i cobles, hrsg. von Maria Paredes Baulida und Josefina Salord Ripoll, Barcelona 2005
- Poesies, hrsg. von Maria Paredes Baulida und Josefina Salord Ripoll, Barcelona 2005
- Obres didàctiques 1, hrsg. von Maria Paredes, Minorca 2006
  - Obres didàctiques 2. Mètode de cant, hrsg. von  Xavier Daufí, Barcelona 2009
- Preceptiva poètica, hrsg. von Joan R. Veny-Mesquida, Barcelona 2008